# ويل إس. غرين
ويل إس. غرين (بالإنجليزية: Will S. Green)‏ هو كاتب أمريكي، ولد في 26 ديسمبر 1832، وتوفي في 2 يوليو 1905.